# Audun-le-Tiche
Audun-le-Tiche je francouzská obec v departementu Moselle v regionu Grand Est. V roce 2013 zde žilo 6 596 obyvatel.

## Poloha
Obec leží u hranic Francie s Lucemburskem a též u hranic departementu Moselle a departementem Meurthe-et-Moselle. Sousední obce jsou: Aumetz, Crusnes (Meurthe-et-Moselle), Esch-sur-Alzette (Lucembursko), Ottange, Rumelange (Lucembursko), Russange (Meurthe-et-Moselle) a Villerupt (Meurthe-et-Moselle).

## Vývoj počtu obyvatel
Počet obyvatel